# 이스마일파

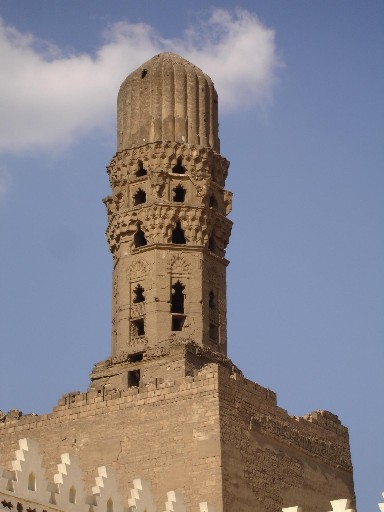
이집트 카이로의 알-하킴 모스크.

이스마일파(아랍어: الإسماعيليون, 페르시아어: اسماعیلیان)는 열두 이맘파에 이어 시아파의 두 번째로 큰 분파이다. 단순하게 일곱이맘파로 잘못 부르는 인식이 있다. 시아파의 제6대의 이맘 자파르 사디크의 죽음 이후, 장남 이스마일의 아이 무하마드 이븐 이스마일이 제7대 이맘을 계승하여 일어난 파이다. 기원후 8세기에 무함마드 이븐 이스마일이 죽자, 나중에 이스마일파의 교리가 오늘날의 신앙 체계로 변화하면서 이슬람 전통의 더 깊은 밀교적 의미(바틴)로 명확히 집중되었다.

## 같이 보기
- 열두 이맘파
- 아가 칸 4세 - 이스마일파 아사신의 49대 이맘